# Zarya of the Dawn
Zarya of the Dawn est une courte bande dessinée écrite par Kris Kashtanova, une graphiste vivant à New-York, et entièrement illustrée avec le logiciel d'intelligence artificielle Midjourney, ce qui donne lieu à un conflit de droits d'auteur.

## Résumé
Zarya, enfant non binaire, se réveille dans New York sans aucun souvenir, la ville est abandonnée. Une carte postale d'une personne nommée Rusty tombe de sa poche, lui permettant de se souvenir de son nom et de son adresse personnelle. Après être rentré chez soi et avoir récupéré de nouveaux vêtements, Zarya rencontre Raya, son  « assistante intermondiale », qui lui dit qu'une crise de santé mentale en 2023 conduit à la destruction presque complète de la vie sur terre. Raya emmène ensuite Zarya dans le monde de Zatura, le monde de l'acceptation. Là, Zarya rencontre une femme mystérieuse et apprend à accepter ses sentiments. Lorsqu'ils reviennent à Central Park, celui-ci est couvert de serres. Zarya remarque que « l’acceptation est la première étape du lâcher prise ».

## Litige relatif aux droits d'auteur
En septembre 2022, Kris Kashtanova demande la protection du droit d'auteur de sa bande dessinée auprès du United States Copyright Office, mais celle-ci n'a pas révélé que les illustrations ont été créées à l'aide de Midjourney, une intelligence artificielle générative d'image. La bande dessinée bénéficie d'une protection du droit d'auteur, mais l'United States Copyright Office a lancé une procédure pour révoquer la protection de l'œuvre d'art après avoir découvert le fait,,. La protection du droit d'auteur de l'œuvre est révoquée en février 2023,, et l'United States Copyright Office explique que seules les œuvres créées par un être humain peuvent bénéficier d'une protection. Bien que les images elles-mêmes ne soient pas protégées par le droit d'auteur, la disposition des images, le texte et l'histoire du livre le sont, car ils sont l'œuvre créative de Kris Kashtanova et non de l'intelligence artificielle,.